# Lista de objetos NGC
Esta é uma lista de objetos astronômicos que aparecem no New General Catalogue (NGC), publicado em 1888 por John Dreyer. O NGC possui um total de 7840 objetos catalogados, incluindo principalmente galáxias, nebulosas e aglomerados estelares.